# التصاقات بؤرية

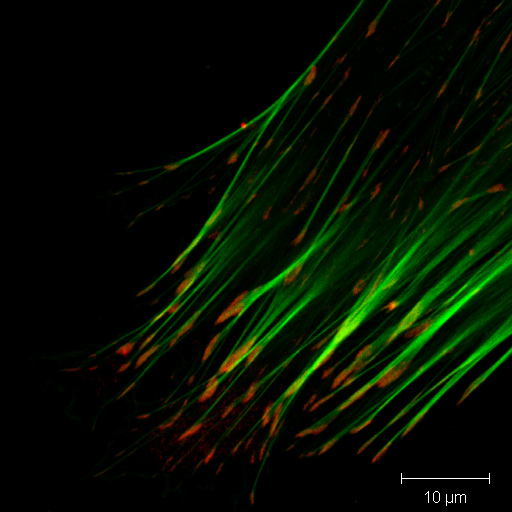
التلوين المناعي للأكتين (الأخضر) وبروتين الالتصاق البؤري فينكولين (أحمر) في الخلايا الليفية. تظهر التصاقات البؤرية كنقاط حمراء في نهاية الحزم الخضراء.

في علم الأحياء الخلوي، الالتصاقات البؤرية (أيضًا التصاقات المصفوفة الخلوية) (بالإنجليزية: Focal adhesion)‏ هي تجميعات جزيئية ضخمة تنتقل من خلالها القوة الميكانيكية والإشارات التنظيمية بين النسيج البَيني خارج الخلية (المصفوفة خارج الخلية) والخلية المتفاعلة. وبعبارة أدقّ، فإنَّ الالتصاقات البؤرية هي الهياكل الخلوية الفرعية التي تتوسط التأثيرات التنظيمية (بمعنى أحداث الإشارة) للخلية كاستجابة لالتصاق النسيج البَيني خارج الخلية.
الالتصاقات البؤرية هي بمثابة روابط ميكانيكية للنسيج البَيني خارج الخلية، وكمركز إشارات بيوكيميائية لتركيز وتوجيه العديد من بروتينات الإشارات في مواقع ربط وتجميع الإنتغرين.

## البنية والوظيفة
الالتصاقات البؤرية عبارة عن هياكل متعددة البروتينات تحتوي على الإنتغرين وتشكل روابط ميكانيكية بين حزم الأكتين داخل الخلايا وطبقة الأساس خارج الخلية في أنواع متعددة من الخلايا. الالتصاقات البؤرية عبارة عن مُجمّعات بروتينية حركية كبيرة يتصل من خلالها الهيكل الخلوي للخلية بـالنسيج البَيني خارج الخلية. وهي تقتصر على نطاقات محددة بوضوح من الخلية، حيث يقترب غشاء البلازما في حدود 15 نانومتر من طبقة الأساس خارج الخلية. تكون الالتصاقات البؤرية في حالة تدفق مستمر، ترتبط البروتينات بها وتنفصل عنها باستمرار حيث تنتقل الإشارات إلى أجزاء أخرى من الخلية، مُتعلقة بأي شيء من حركة الخلية إلى دورتها. يمكن أن تحتوي الالتصاقات البؤرية على أكثر من 100 بروتين مختلف، مما يُشير إلى تنوع وظيفي كبير. أكثر من مجرد تثبيت للخلية، فهي تعمل كحاملات إشارات (أجهزة استشعار)، والتي تُعلِم الخلية بحالة النسيج البَيني خارج الخلية وبالتالي تؤثر على سلوكها. في الخلايا اللاعُنقية، تكون الالتصاقات البؤرية مستقرة تمامًا في الظروف العادية، بينما في الخلايا المتحركة يقل استقرارها؛ لأنه في الخلايا المتحركة، يتم تجميع الالتصاقات البؤرية وتفكيكها باستمرار حيث تنشئ الخلية اتصالات جديدة عند الحافة الأمامية، وتقطع الاتصالات القديمة عند الحافة الخلفية للخلية. أحد الأمثلة على دورها الهام هو في الجهاز المناعي، حيث تهاجر خلايا الدم البيضاء على طول البطانة الضامة بعد الإشارات الخلوية إلى الأنسجة الحيوية التالفة.

## علم التشكل (مورفولوجيا)
يتضمن الاتصال بين الالتصاقات البؤرية والبروتينات في النسيج البَيني خارج الخلية عمومًا الإنتغرين. يرتبط الإنتغرين بالبروتينات خارج الخلية عبر تسلسلات الأحماض الأمينية القصيرة، مثل نموذج أرجينيل جلايسيل أسبارتيك (الموجود في بروتينات مثل فيبرونيكتين، لامينين، أو فيترونيكتين)، أو نماذج DGEA و GFOGER الموجودة في الكولاجين. إنتغرينات هي مثنوي البروتين متغاير تتكون من وحدة بيتا فرعية واحدة ووحدة ألفا فرعية واحدة. توجد هذه الوحدات الفرعية في أشكال مختلفة، وتصنّف الروابط المقابلة لها هذه المستقبلات إلى أربع مجموعات: مستقبلات أرجينيل جلايسيل أسبارتيك ومستقبلات لامينين ومستقبلات الكريات البيضاء الخاصة ومستقبلات الكولاجين. داخل الخلية، يرتبط المجال الخلوي للإنتغرين بالهيكل الخلوي عبر البروتينات المحولة مثل التالين، ألفا-أكتينين، فيلامين، فينكولين وتنسين. العديد من بروتينات الإشارات الأخرى داخل الخلايا، مثل كيناز الالتصاق البؤري، وترتبط مع إنتغرين-محول البروتين-مركب الهيكل الخلوي، وهذا يشكل أساس الالتصاق البؤري.

## ديناميكية الإلتصاق مع الخلايا المهاجرة
يلعب تجميع وتفكيك الالتصاقات البؤرية الديناميكي دورًا رئيسيًا في هجرة الخلية. أثناء هجرة الخلية، يتغير كل من تكوين وتشكل الالتصاق البؤري. في البداية، تتشكل التصاقات بؤرية صغيرة (0.25 ميكرومتر مربع) تسمى المجمعات البؤرية (مجمعات بؤرية) عند الحافة الأمامية للخلية في الأقدام الصفاحية، وتتكون من إنتغرين، وبعض البروتينات المحولة، مثل التالين و الباكسلين و التنسين. العديد من هذه المجمعات البؤرية تفشل في النضج ويتم تفكيكها عند انسحاب الأقدام الصفاحية. ومع ذلك، تنضج بعض المجمعات البؤرية إلى التصاقات بؤرية أكبر ومستقرة، وتجنِّد العديد من البروتينات مثل الزيكسين. يحدث تجنيد المكونات في الالتصاق البؤري بطريقة مرتبة ومتتابعة. وبمجرد وضعه في مكانها، يبقى الالتصاق البؤري ثابتًا فيما يتعلق بالنسيج البَيني خارج الخلية، تستخدم الخلية هذا كمرساة يمكن أن تدفع أو تسحب عليها نفسها فوق النسيج البَيني خارج الخلية. بينما تتقدم الخلية على طول مسارها المُختار، يتحرك التصاق محوري معين أقرب وأقرب إلى الحافة الخلفية للخلية. عند الحافة الخلفية للخلية يجب حلّ الالتصاق البؤري. آلية هذا غير مفهومة جيدًا، وربما تكون محرّضة بمجموعة متنوعة من الطرق المختلفة اعتمادًا على ظروف الخلية. أحد الإحتمالات هو أن كالبين البروتياز المعتمد على الكالسيوم هو المسؤول؛ فقد تبيّن أن تثبيط الكالبين يؤدي إلى تثبيط فصل اللاصق البؤري-النسيج البَيني خارج الخلية. مكونات الالتصاق البؤري هي من بين ركائز الكالبيان المعروفة، ومن الممكن أن الكالبيان يُحلل هذه المكونات للمساعدة في تفكيك الالتصاق البؤري.

### تدفق الأكتين العكسي
يعتمد تجميع التصاقات البؤرية الوليدة بشكل كبير على عملية تدفق الأكتين العكسي. هذه هي الظاهرة في الخلية المهاجرة حيث تتبلمر خيوط الأكتين في الحافة الأمامية وتتدفق عائِدة نحو جسم الخلية. وهذا هو مصدر الجذب اللازم للهجرة؛ حيث يعمل الالتصاق البؤري كقابض جزيئي عندما يرتبط بالنسيج البَيني خارج الخلية ويعيق الحركة العكسية للأكتين، وبالتالي توليد قوة السحب (الجذب) في موقع الالتصاق والتي تُعدّ ضرورية للخلية للتحرك إلى الأمام. يمكن تَصوُّر هذا السحب باستخدام الفحص المجهري لقوة السحب. وهناك استعارة شائعة لشرح تدفق الأكتين العكسي وهي أنَّ عدد كبير من الناس يجري غسولها أسفل النهر، وبينما يفعلون ذلك، بعضهم يتمسَّك بالصخور والأغصان على طول الضفة لوقف حركتهم أسفل النهر. وهكذا تتولد قوة سحب على الصخرة أو الغصن الذي حدث التعلُّق به. هذه القوى ضرورية لتجميع ونمو ونُضج الالتصاقات البؤرية بنجاح.

### مُستشعِر ميكانيكي حيوي طبيعي
القوى الميكانيكية خارج الخلية، التي تُمارَس من خلال الالتصاقات البؤرية، يمكن أن تنشط سرك كيناز وتحفز نمو الالتصاقات. وهذا يدل على أن الالتصاقات البؤرية يمكن أن تعمل كأجهزة استشعار ميكانيكية، ويشير إلى أن القوة المتولدة من ألياف الميوسين يمكن أن تُساهِم في نضج المجمعات البؤرية. ويكتسب هذا مزيدًا من التأييد من حقيقة أن تثبيط القوى الناتجة عن الميوسين يؤدي إلى إبطاء تفكيك الالتصاقات البؤرية، وذلك بتغيير حركية دوران بروتينات الالتصاق البؤرية. ومع ذلك، لا تزال العلاقة بين القوى على الالتصاقات البؤرية ونضجها التركيبي غير واضحة. على سبيل المثال، منع نضج الالتصاق البؤري عن طريق تثبيط نشاط الميوسين أو تجميع الألياف الضاغطة لا يمنع القوى التي تدعمها الالتصاقات البؤرية، ولا يمنع الخلايا من الهجرة. وبالتالي قد لا تَستشعِر الخلايا مباشرة انتشار القوة من خلال الالتصاقات البؤرية في جميع الأوقات ومقاييس القوة. دورها في الاستشعار الميكانيكي مهم للإنجذاب الدوري.

## الروابط الخارجيّة
- MBInfo-التصاق بؤري
- MBInfo-مجموعة الالتصاق البؤري
- MBInfo-تنظيم تجميع الالتصاق البؤري
- AdhesomeFAnetwork قاعدة بيانات مع جميع بروتينات الالتصاق البؤري المعروفة وتفاعلاتها البيوكيميائية
- اتصالات بين الخلايا
- مختبر زايديل بار للالتصاق الخلوي